# متر (جورجیا)
متر، جورجیا (به انگلیسی: Metter, Georgia) یک شهر در ایالات متحده آمریکا با جمعیت ۳٬۸۷۹ نفر است که در جورجیا واقع شده‌است.

## موقعیت جغرافیایی
موقعیت جغرافیایی شهرها و مناطق اطراف به شرح زیر است: